# Henri Mouton (homme politique)
Pour les articles homonymes, voir Henri Mouton.
 (juillet 2022).
Henri Mouton, né le 16 août 1933 à Naninne et mort le 21 avril 2021 à Ville-en-Hesbaye, est un homme politique belge wallon, membre du Parti socialiste.
Il est régent en éducation physique (Institut provincial de Liège, 1956), agrégé de l'enseignement secondaire inférieur ; professeur d'éducation physique à l'Athénée de Hannut (1958-1981) ; directeur du Lycée de Hannut (1981) ; attaché ministériel à diverses reprises dans les années 1970.

## Carrière politique
- 1965-1976 : conseiller communal à Ville-en-Hesbaye
  - 1971-1976 : bourgmestre de Ville-en-Hesbaye
- 1971-1974 : conseiller provincial de la province de Liège
- 1977-1995 : conseiller communal à Braives
  - 1983-1995 : bourgmestre de Braives
- 1981-1985 : sénateur belge
  - membre du Conseil régional wallon et du Conseil de la Communauté française
- 1985-1995 : sénateur provincial de la province de Liège
  - 1992-1995 : premier vice-président du Sénat
- 1995-1998 : membre du Conseil régional wallon
  - membre du Conseil de la Communauté française
  - sénateur de la Communauté française

## Distinctions
- Commandeur de l'ordre de Léopold